# Fergus Hunt
Fergus Hunt (sinh ngày 1876) là một cầu thủ bóng đá người Anh, thi đấu ở vị trí tiền đạo hoặc tiền vệ cánh phải.

## Sự nghiệp câu lạc bộ
Sau khi khởi đầu sự nghiệp với Mexborough và Middlesbrough Ironopolis, Hunt gia nhập Darwen sau một mùa giải không chơi bóng.
Hunt gia nhập Woolwich Arsenal vào tháng 5 năm 1897, trở thành cầu thủ quan trọng của câu lạc bộ khi ghi 30 bàn trên mọi đấu trường trong hai mùa giải đầu tiên của ông cho câu lạc bộ, giữ kỉ lục vua phá lưới trong hai mùa giải đầu tiên thi đấu cho câu lạc bộ.
Năm 1900, Hunt gia nhập West Ham United khi Arnold Hills bắt đầu xây dựng câu lạc bộ mới, là sự tiếp nối của Thames Ironworks, và không ít hơn 6 cầu thủ được mua về cùng ông. Ngày 1 tháng 9 năm 1900, Hunt ghi bàn trong trận đầu tiên trước Gravesend United với chiến thắng 7-0.
Sau một thời gian với Shildon, Hunt giải nghệ năm 1907.

## Cuộc sống cá nhân
Năm sinh của Hunt không rõ ràng, nhiều nguồn khác nhau cho số liệu năm sinh của ông là 1874, 1875 hoặc 1876.